# Holocaust Museum Los Angeles

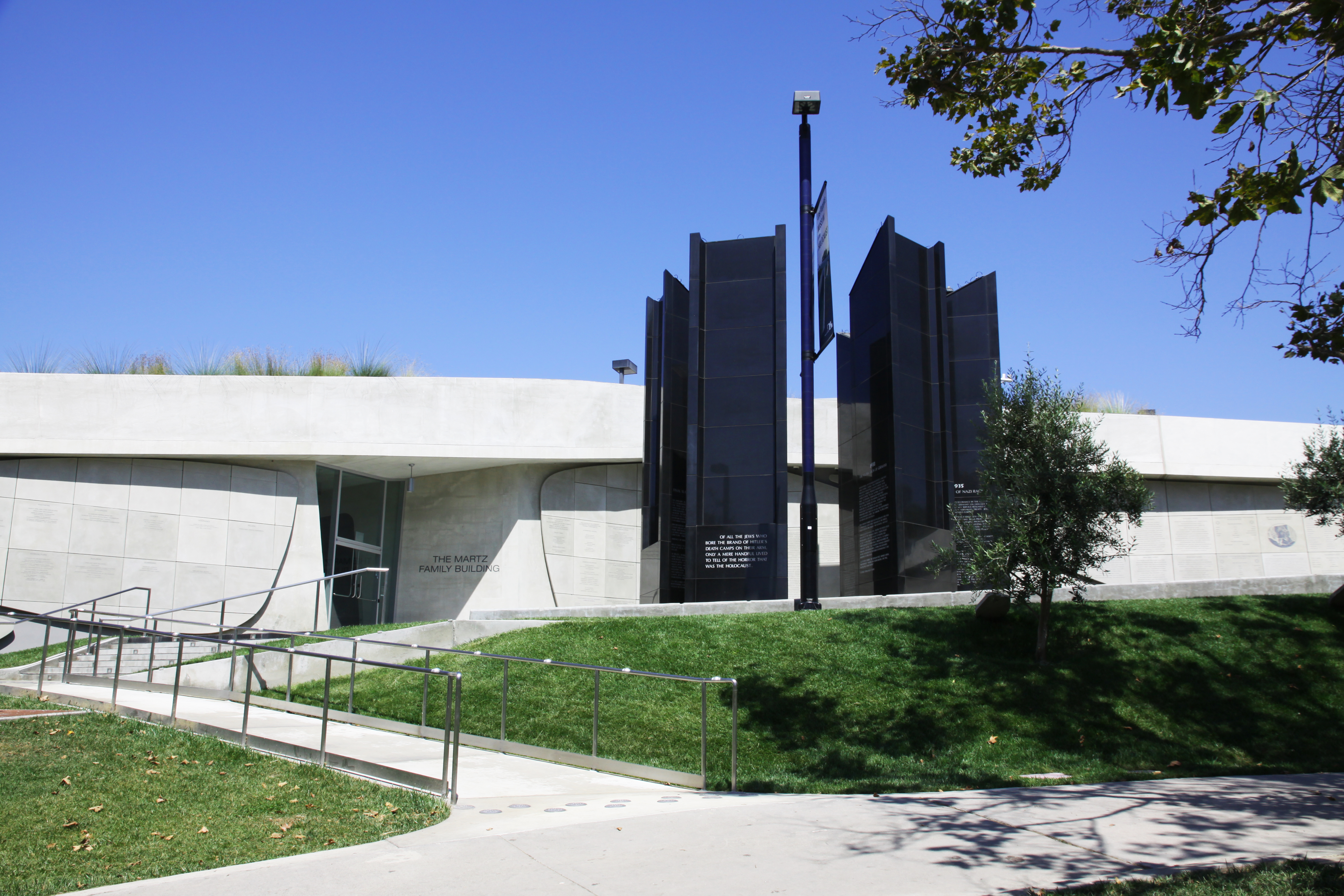
Das Holocaust Museum Los Angeles im Jahr 2011

Das Holocaust Museum Los Angeles oder Los Angeles Museum of the Holocaust (LAMH oder LAMOTH) ist ein Museum im Fairfax District von Los Angeles.

## Geschichte
Das Holocaust Museum Los Angeles ist das älteste Holocaust-Museum in den USA. 1961 unterhielt sich eine Gruppe Holocaust-Überlebender, die sich im Kurs „Englisch als Fremdsprache“ an der Hollywood High School kennengelernt hatten, über ihre Erfahrungen. Sie merkten schnell, dass jeder von ihnen Fotografien, Gegenstände, KZ-Uniformen oder andere kostbare Dinge aus der Holocaust-Zeit besaß, und beschlossen, diesen Gegenständen ein permanentes Zuhause zu geben, wo man sie nicht nur sicher aufbewahren, sondern auch herzeigen konnte. Sie erkannten auch, dass sie einen Platz brauchten, um der Toten zu gedenken und um die Welt über die Ereignisse zu unterrichten, die nicht vergessen werden dürfen. Viele der Gründer sind auch heute noch im Museum aktiv.
In den letzten 45 Jahren hat das Holocaust Museum Los Angeles einzigartige Arbeit auf dem Gebiet der Holocaust-Erziehung geleistet. Das LAMH war das erste Museum des Landes, das ein Trainingsprogramm für Lehrer anbot, um den Umgang mit dem sensiblen Thema Holocaust in den Klassenzimmern zu verbessern. Außerdem erschuf das Museum den ersten katholisch – jüdischen Dialog in Kalifornien und einen Dialog zwischen Familien der Opfer und der Täter in den 1980er-Jahren. Das Museum brachte den ersten spanischen Führer heraus und betreute 2003 die erste jemals in Kuba gezeigte Ausstellung über den Holocaust. Das Museum beherbergt immer wieder verschiedene Ausstellungen, unter anderem griff es als erstes des Landes das Thema „Die Verfolgung von Homosexuellen im Dritten Reich“ auf. Kürzlich erstellte das Museum eine fotografische Wanderausstellung mit dem Titel „Encountering the Cambodian Genocide“ (Begegnung mit dem kambodschanischen Völkermord), die sich mit dem Pol-Pot-Regime der 1970er-Jahre beschäftigt und es mit dem Holocaust vergleicht.
Seit 2007 kann im Museum ein österreichischer Gedenkdienst abgeleistet werden. Zu den Aufgaben der Gedenkdienern gehören Katalogisieren und Archivieren von Gegenständen, Übersetzungsarbeiten, Bibliotheksarbeit, Durchführen von Führungen und Arbeit mit Holocaust-Überlebenden. 2009 wurde Gedenkdienst-Gründer Andreas Maislinger mit Oscarpreisträger Branko Lustig mit dem Lifetime Achievement Award ausgezeichnet.
Seit Oktober 2010 ist das LAMH im Pan Pacific Park angesiedelt, in einem Gebäude, das von der Gruppe „Belzberg Architects“ aus Santa Monica entworfen wurde.

## Aufgaben
Das LAMH ist eines der wenigen kostenlosen Museen in Los Angeles. Die Gründer bestanden darauf, dass kein Besucher jemals aus finanziellen Gründen das Museum nicht besuchen kann. Deshalb wird auch für Schulen, die sich sonst keine Ausflüge leisten können, der kostenlose Transport vom und zum Museum organisiert. Dadurch ist das Museum vor allem für finanziell benachteiligte Schulen attraktiv. Das Museum hat nur wenige Angestellte. Diese stehen aber alle hinter der Aufgabe und dem Motto des Museums „Erziehen und Gedenken“.
Die Hauptzielgruppe des Museums ist die Jugend von Los Angeles. Jährlich werden etwa 10.000 Schüler, die großteils ethnischen Minderheiten (Afroamerikaner, Hispanics, Asiaten, …) angehören, durch das Museum geführt. Das Museum dient aber auch der Öffentlichkeit und anderen sozialen Gruppen.
Seit seiner Gründung 1961 verfolgt das Museum im Wesentlichen zwei Ziele:
- Gedenken: Das Museum wurde von seinen Gründern dafür vorgesehen, Gegenstände aus dem Zweiten Weltkrieg, den Ghettos und den Konzentrationslagern zu beherbergen. Deshalb definiert sich das Museum selbst als primäre Quelle für originale Fotografien, Gegenstände und Dokumente.
- Erziehen: Das Museum bietet seinen Besuchern die Erfahrung von interaktiven Lernen in einer geeigneten Umgebung an. Außerdem ist es die einzige Holocaust-Organisation in Los Angeles, die einen Dialog mit Überlebenden des Holocaust anbietet.